# ロバート・カー・ポーター

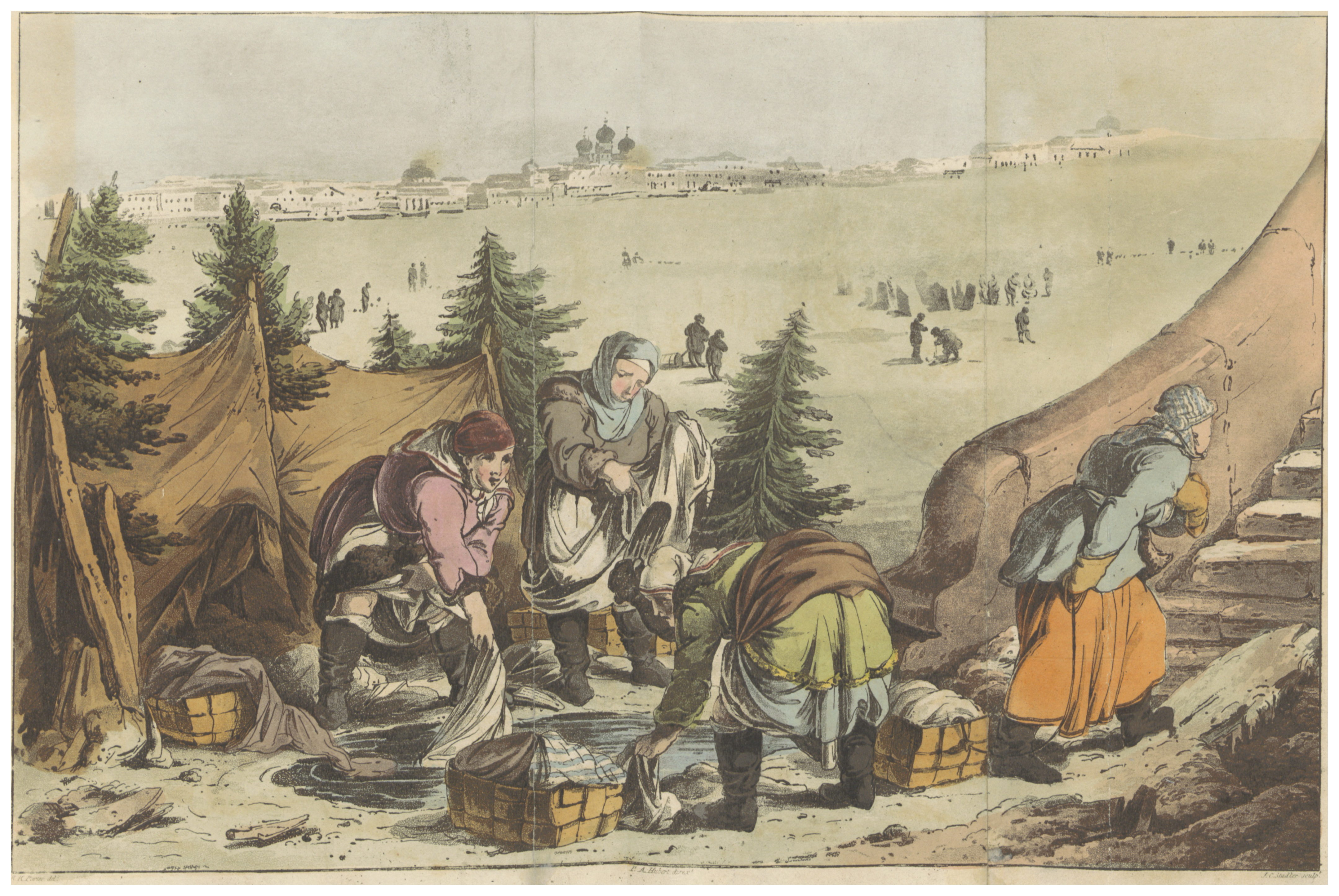
ロバート・カー・ポーター作「スウェーデンの洗濯女」（1810年代の版の旅行記挿絵)

ロバート・カー・ポーター（Sir Robert Ker Porter, KCH、1777年 - 1842年5月4日）は、イギリスの画家、旅行作家、外交官である。ロシアやスペイン、ポルトガル、ペルシャの旅行記で知られていて、ヴェネズエラの領事も務めた。

## 略歴
イングランド北東部のダラムで軍人の息子に生まれた。姉のジェーン・ポーター（Jane Porter: 1775–1850）と妹のアンア・ポーター（Anna Porter: 1778–1832）は小説家、詩人になった。父親はポーターの幼児時代の1779年に亡くなり、母親は子供たちを連れてスコットランドのエディンバラに移った。ダラムの学校で学び、絵の才能を示し、1790年に母親が画家のベンジャミン・ウエストに作品を見てもらうとウェストもその才能を認め、美術を学ぶことを勧め、ロイヤル・アカデミー・オブ・アーツの美術学校に入学させた。1892年には芸術振興協会から賞を受賞し、1894年ころからポーツマスの教会の祭壇画やケンブリッジ大学のセント・ジョンズ・カレッジの装飾画の注文を受けた。
1800年代の初めには、ロンドンの劇場（Lyceum Theatre）で舞台美術の仕事をし、パノラマ画を描いて上演した。
ナポレオン戦争中の1803年に軍務につくが、1年で退役し、1804年にはロシアのサンクトペテルブルクに移り、そこで宮廷画家となった。サンクトペテルブルクでは、海軍のホールの装飾画を描いたが、ロシアの皇族の娘と恋愛関係になったことなどからロシアを離れなければならなくなり、フィンランドやスウェーデンを旅し、1806年にはスウェーデン王グスタフ4世アドルフから、騎士の称号を得た。スウェーデン滞在中、イギリスの将軍ジョン・ムーア（John Moore KB: 1761–1809）と知り合い、ムーア将軍が半島戦争に従軍すると、ポーターもスペインに同行しコルーニャの戦い(Battle of Corunna)やムーア将軍の戦死を目撃した。これらの国外での経験は著書「Letters from Portugal and Spain written during the march of the troops under Sir John Moore」や「Travelling sketches in Russia and Sweden during the years 1805, 1806, 1807, 1808.」として1809年に出版された。
その後ロシアに戻り、ロシアの軍人や外交官から得た情報から、1815年にナポレオンのロシア遠征に関する著書「A narrative of the campaign in Russia during the year 1812. By Sir Robert Ker Porter」を出版した。1813年までには、イギリスに帰国していて、1813年4月にジョージ4世からナイトの称号を受けた。
再び国外にでて、1817年8月にサンクトペテルブルクからコーカサス山脈を通ってテヘランまで長い旅をし、その旅行記を1821年から1822年にかけて、『ジョージア、ペルシア、アルメニア、古代バビロニアの旅、1817年から1820年（Travels in Georgia, Persia, Armenia, ancient Babylonia,  During the years 1817, 1818, 1819, and 1820.）』として出版した。
1826年にベネズエラのイギリス領事に任命され、ベネズエラで15年間を過ごした。その後ロシアに戻り、1842年にサンクトペテルブルクで亡くなった。

## 作品

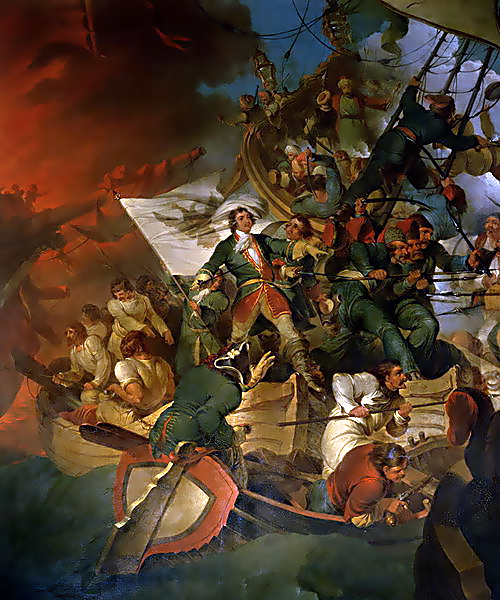
ロシア帝国のアゾフ攻略
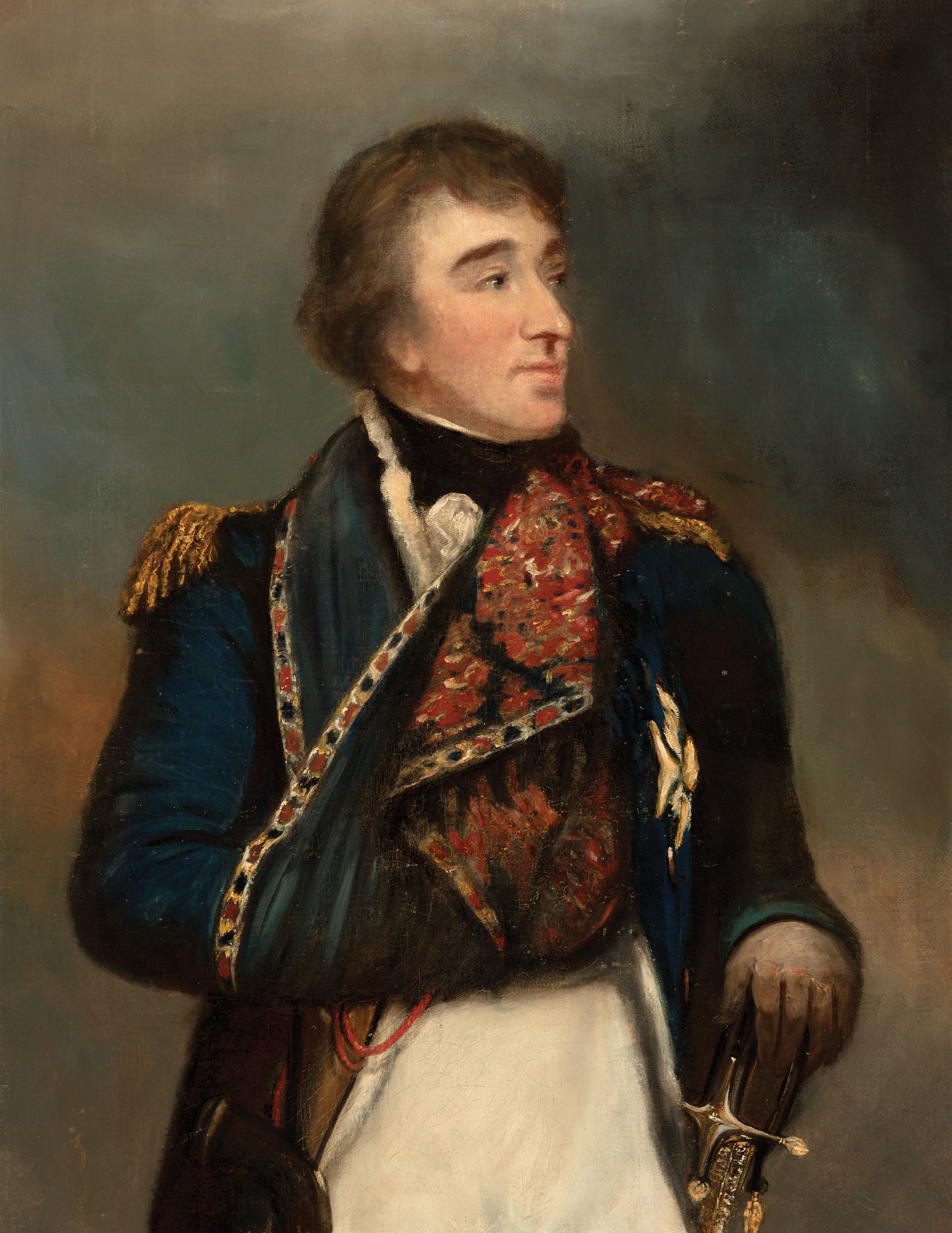
イギリス海軍軍人シドニー・スミス
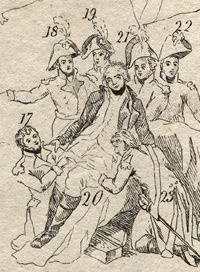
アレクサンドリアの戦いでのラルフ・アバークロンビー将軍の死
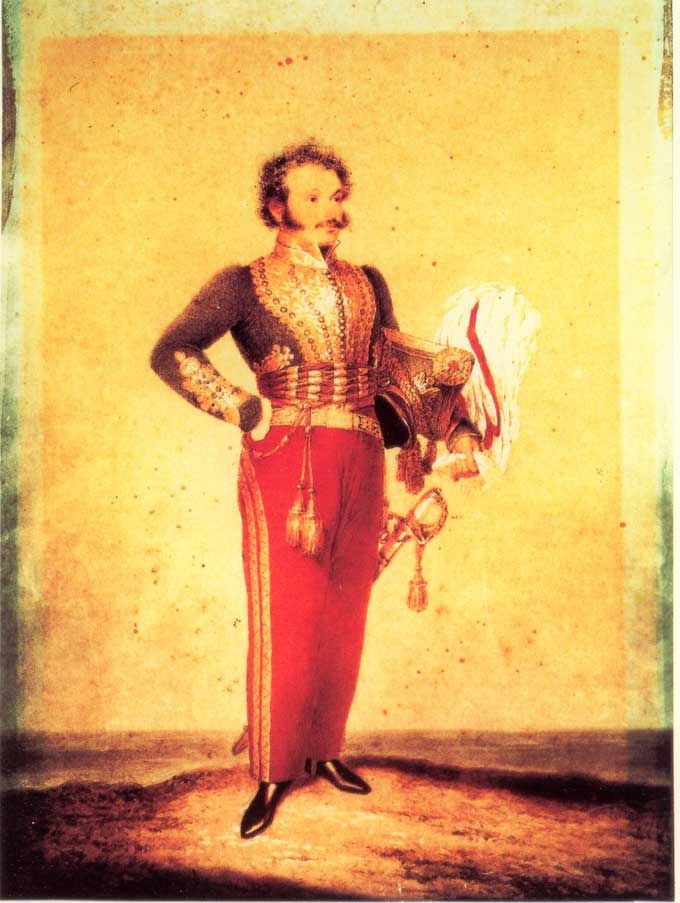
ベネズエラの政治家José Antonio Páezの肖像画 (1828)